# علامة المطابقة الأمركية
| Standards Organization | Federal Communications Commission |
| Effective region       | United States                     |
| Product category       | Electronic equipment.             |
| Legal status           | Mandatory                         |

The 'Declaration of Conformity' label

تُعد علامة هيئة الاتصالات الفيدرالية للمطابقة أو رُقْعَة هيئة الاتصالات الفيدرالية بمثابة شهادة تختم بها المنتجات الإلكترونية التي تُصنَع أو تُباع في الولايات المتحدة و مقتضاها أن التداخل الكهرومغناطيسي للأجهزة يقع دون الحدود التي توافقها هيئة الإتصالات الفيدرالية. توضع العلامة أيضًا على المنتجات التي تباع خارج الولايات المتحدة و ذلك إما لكونها قد صُنعت داخل الولايات المتحدة  وتم تصديرها للخارج أو لكونها تباع داخل وخارج الولايات المتحدة مما يجعل علامة الهيئة معروفة عالميًا حتى بالنسبة لمن لا يعلمون ما هي هيئة الاتصالات الفيدرالية.
كان يتوجب سابقًا أن تُختم المنتجات المصنفة ضمن القسم 15 أو 18 من لوائح الهيئة. و لكن بدءًا من نوفمبر/تشرين الثاني 2017 أصبحت هذه العلامة اختيارية ولكن يجب أن تكون المنتجات مصحوبة بعلامة المطابقة الخاصة بالمصنع.

## نظرة عامة

The 'FCC Declaration of Conformity' for personal computers that are assembled from components that have been separately authorized.

وضعت هيئة الاتصالات الفيدرالية قواعد تنظيم التداخل الكهرومغناطيسي ضمن القسم 15 من لوائح الهيئة عام 1975. و بعد بضعة تعديلات تمت إعادة إصدار هذه القواعد فيما يعرف بإعلان المطابقة و إجراءات التوثيق لعام 1998.
طبقًا للوائح، تكون علامة المطابقة الأمركية إلزامية على الأجهزة المصنفة ضمن القسم 15 (معدات تكنولوجيا المعلومات مثل الحواسيب، دوائر الإمداد الكهربي، الشاشات، أجهزة الإستقبال، أنظمة الكابل، أجهزة البث، أجهزة التواصل الشخصي غير المرخصة) و القسم 18 (الأجهزة الصناعية، العلمية، و الطبية التي تبعث إشعاعًا كموجات الراديو) من لوائح الهيئة.
توضع العلامة فقط على المنتجات ضمن القسم 18 في حين توضع التفاصيل التالية بجانب العلامة على المنتجات من فئة القسم 15: الاسم التجاري للمنتج، رقم الطراز، و معلومات عن كون المنتج قد تم تجميعه بعد التجربة أو تم تجميعه من مكونات مجربة.
بحلول عام 2012، أصبح هناك 279 شركة اختبار معتمدة من قِبَل هيئة الاتصالات الفيدرالية و تقوم بإصدار شهادة (علامة) المطابقة الأمركية.
على الرغم من وجود معايير خاصة و علامات مطابقة خاصة بالتداخل الكهرومغناطيسي لدى الدول التي تصدر إاليكترونياتها إلى الأسواق الأمركية (مثل علامة الCCC  الصينية و علامة الVCI اليابانية... إلخ.) الا أن معظم المنتجات التي تباع في أسواق هذه الدول تحمل علامة المطابقة الأمركية. و معظم المنتجات التي تباع في أجزاء من أسيا وأفريقيا تحمل علامة المطابقة الأمركية دون أهمية قانونية و دون وجود وسائل لتأكيد ملائمة تلك المنتجات لمعايير العلامة.
يعرف الكيان المنظم للمطابقة في كندا بهيئة الإبداع و العلوم و التنمية الاقتصادية و يطلق عليها رسميًا هيئة الصناعة الكندية، و تحمل المنتجات الكندية علامتي المطابقة الأمركية و الأوروبية و إن كانت كلتا العلامتين بلا أهمية  قانونية في كندا.